# 法蘭克福展覽中心
法蘭克福展覽中心（德語：Messe Frankfurt），為德國法蘭克福的一座大型展覽會場。法蘭克福展覽集團（法蘭克福展覽會）是世界上最大的貿易展覽會，會議和活動組織者，擁有自己的展覽場地。該組織在約30個地點擁有約2,500名員工。其服務包括租賃展覽場地及設施，展台搭建，現場及線上營銷服務，物流運輸，人員安排和餐飲服務。
該公司總部位於美因河畔法蘭克福，由法蘭克福市（60％）和黑森州（40％）所有。法蘭克福展覽公司的管理委員會由Wolfgang Marzin 馬賦康 (總裁兼首席執行)和Detlef Braun 白德磊(董事會成員)組成 。
法蘭克福以其800多年的貿易展覽而聞名。在中世紀，商人和商人在市中心的中世紀建築“羅馬”（Römer）相遇，該建築物作為市場;從1909年開始，他們在法蘭克福中央火車站以北的法蘭克福音樂廳舉行了會議。第一個以書面形式記錄在一起的法蘭克福貿易展覽會可以追溯到1240年7月11日，法蘭克福秋季交易會由皇帝弗雷德里克二世召集，後者宣布前往展會的商人受到他的保護。大約九十年後，即1330年4月25日，法蘭克福春季博覽會也獲得了皇帝路易四世的特權。從這時起，法蘭克福每年兩次在春季和秋季舉辦交易會，形成法蘭克福展覽公司現代消費品展覽會的基本結構。

## 位置和大小
該展覽場地位於法蘭克福金融和商業中心的中心地帶，是全球規模最大，最現代化的展覽場地之一，擁有367,000平方米的大廳面積和超過96,000平方米的自由空間。除了通過航空，鐵路和公路的良好國際交通連接外，展覽場地還享有良好的公共交通連接：S-Bahn郊區火車站“Messe”停靠在展覽中心，U-Bahn地鐵站和Strassenbahn電車站就位於City Entrance / Festhalle。

## 建築
憑藉其獨特的設計，Helmut Jahn，Oswald M. Ungers和Nicolas Grimshaw等建築師為法蘭克福展覽中心的展覽場地帶來了與法蘭克福現代都市風景相銜接的獨特風格。 。通過會議中心和Kap Europa，該公司還經營著兩個會議中心。 12號展廳於2018年10月25日在展覽場地西部完工。由於它可以劃分為允許不同大小的區域，因此它是個人事件格式的理想位置。

## 國際旗艦展會
法蘭克福展覽集團的國際旗艦展會一直為各行各業樹立標桿並穩居領導地位，例如Ambiente、Beautyworld、Christmasworld和Paperworld已躋身於最重要的消費品展會品牌之列，而Prolight + Sound亦是備受業界推崇的專業展覽；Heimtextil和Techtextil在紡織品及紡織技術領域無出其右；在技術與交通運輸及物流首屈一指的盛會包括Automechanika、Light + Building、IFFA、ISH和Texcare。法蘭克福展覽集團已把大部分的重點項目拓展到亞洲市場，務求為更多的客戶提供優質的服務，目前共有超過60個展會在亞洲地區成功舉行。

## 外部連結
- 法蘭克福展覽公司國際官網 （页面存档备份，存于）